# 誘導路

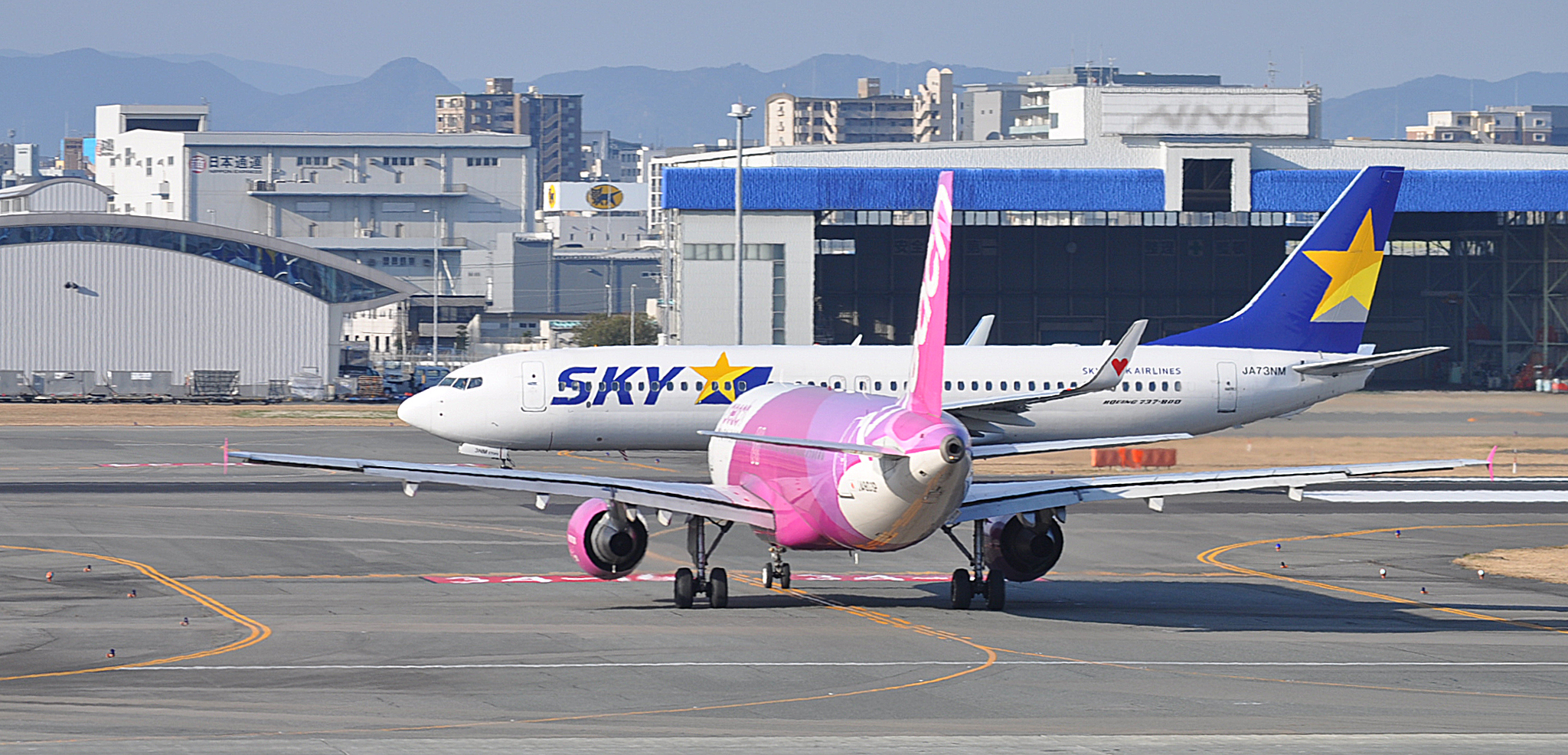
取付誘導路上で離陸を待機する旅客機。奥は着陸中の機体。

誘導路（ゆうどうろ、英: Taxiway）とは飛行場において、格納庫、ターミナル、エプロン、滑走路、その他の施設・設備間を航空機が地上走行（タクシング 若しくは タキシング、taxiing）するために設けられた通路状の土地。通常はアスファルトあるいはコンクリートにより舗装されるが、小規模な飛行場では未舗装であったり芝生植生の場合もある。

## 種類

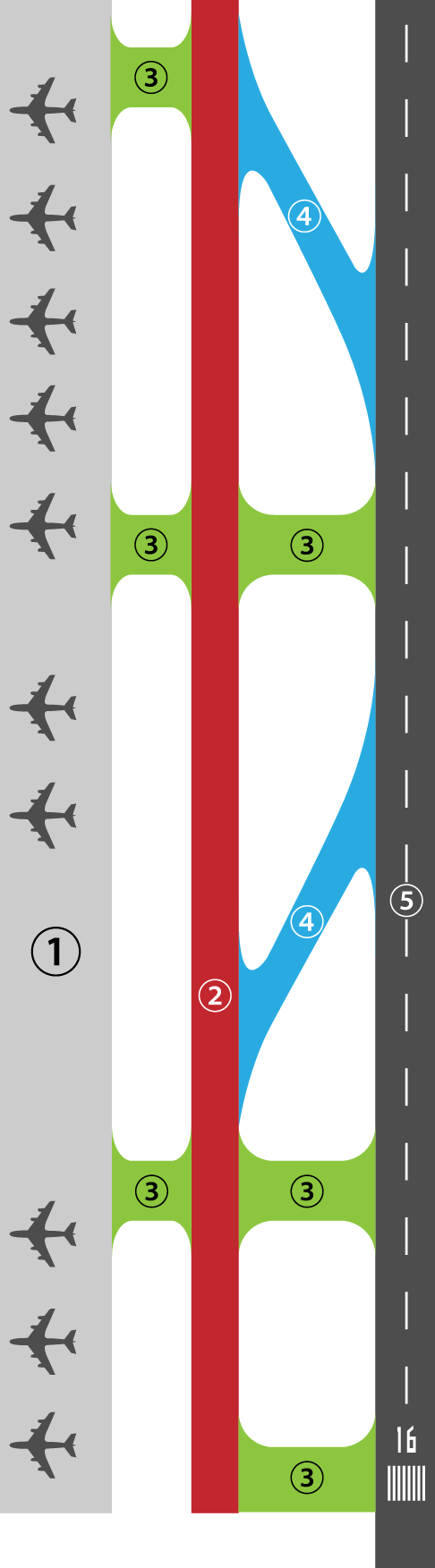
滑走路周辺の模式図
1.エプロン
2.平行誘導路
3.取付誘導路
4.高速脱出誘導路
5.滑走路

### 平行誘導路
滑走路全長にわたって平行に設けられた誘導路を「平行誘導路」と呼ぶ。ターミナルなどから離陸のため滑走路端部への移動や、着陸後のターミナルへの移動を行う。小規模な飛行場では備えていないことも多い。

### 取付誘導路
離陸前の航空機が滑走路に入る、あるいは着陸後の航空機が滑走路から離脱するために、滑走路と平行誘導路（平行誘導路がない空港の場合はエプロン）を接続するための誘導路を「取付誘導路」と呼ぶ。
取付誘導路は通常、滑走路に対して直交するように設けられるが、着陸後の航空機がより高速で平行誘導路に脱出できるように滑走路に対して斜めに取り付けられているものを「高速離脱誘導路」あるいは「高速脱出誘導路」と呼んで区別される。高速脱出誘導路を整備することで着陸機1機あたりの滑走路占有時間を短くし、効率的に滑走路を運用できるため、交通量の多い空港に整備される。
また、ターミナルやエプロンその他設備と平行誘導路をつなぐ部分も取付誘導路と呼ばれる。

### 連絡誘導路
その他、複数の滑走路やターミナル、エプロン等を持つ飛行場ではこれらの間を移動するための誘導路が設けられ「連絡誘導路」と称されることもある。例えば、東京国際空港のD滑走路島とターミナルを結ぶ誘導路や、関西国際空港の1期島と2期島を結ぶ誘導路がこれに該当する。

## 灯火と標識
誘導路の中心線と領域を示すため、黄色ペンキによる路面標識（両側は 2 本線、中心は 1 本線）が表示される。
また、夜間や低視程時でも誘導路の領域を示すため、および滑走路（多くの灯火類が原則白色）との誤認を防止するため、両側には青色の灯火（誘導路灯、連続点灯）、中心線には緑色（滑走路境界付近では緑 / 黄色交互）の灯火（誘導路中心線灯、連続点灯）が用いられる。中心線用は埋め込み式になっており車輪の通過を妨げない。

## 誘導路の命名法
滑走路の場合と異なり、誘導路に明確な命名法はないが、以下のような傾向がある。
- 誘導路名は基本的に「アルファベット」あるいは「アルファベット+数字」である（例：A 誘導路、W8 高速脱出誘導路…など）。これらに加えて、近接の誘導路の南北や東西を区別するため "N"、"S"、"W"、"E" などが付けられることもある（例：E4 誘導路と E4S 誘導路、UN 誘導路と US 誘導路など）。
- 滑走路に対する並行誘導路では、滑走路のアルファベット名に従うことが多い（A 滑走路に並行する場合は「A 誘導路」となる）。
- 滑走路の出入口となる取付誘導路（高速脱出誘導路を含む）でも、滑走路のアルファベット名に従うことが多い。同一滑走路に取付誘導路は複数存在することが多いので誘導路名は「アルファベット + 数字」が多い。（B 滑走路の取付誘導路では、"B1"、"B2"、"B3" ……となる。）
- 連絡誘導路などは、上記と混同のないよう、他のアルファベットが用いられる。（例：東京国際空港で東西の地上交通を結ぶ "J2"、"J3"、"J4" …の誘導路）
- 空港内での相対的な方角を元にアルファベットが割り当てられることもある。（例：大阪国際空港では西側から東側へ向かって「B 滑走路」「A 滑走路」「A 誘導路」「駐機場」と並んでいるが、それらをつなぐ誘導路は西 (west)、中央 (center)、東 (east) にちなんで、"W1, W2, W3…"、"C1, C2, C3…"、"E1, E2, E3…" となっている。）